# Бруно (филм)
„Бруно“ (на английски: Brüno) е американска комедия от 2009 година на режисьора Лари Чарлс с участието на Саша Барън Коен.

## Сюжет
Внимание:  Текстът по-долу разкрива сюжета на произведението (или части от него)!
Екстравагантният австрийски репортер и хомосексуалист Бруно Гехард пътува до Милано за седмицата на висшата мода. По време на шоуто на колекцията от дрехи, Бруно излиза на модния подиум и нарушава цялото шоу. Той незабавно е уволнен от собственото му телевизионно предаване „Funkyzeit mit Brüno“ („Забавно време с Бруно“) и е низвергнат. Дизел, любовникът на Бруно, след като научава за това, незабавно бяга от неудачника при друг тип и с Бруно остава само неговият верен ассистент Лутц Шулц. Бруно решава да пътува до САЩ, за да стане „най-голямата австрийска суперзвезда от Хитлер насам“.
Първоначално Бруно безуспешно се опитва да направи актьорска кариера като статист в NBC's Medium. Тогава той решава да започне проект, в който ще се среща и интервюира американски звезди. Първо Бруно кани известната Пола Абдул, която бързо бяга, когато вижда живи мексиканци в къщата на австриеца, използвани като столове за сядане. Интервюто с Харисън Форд също завършва с неуспех – Форд просто минава и отговаря на Бруно с една кратка нецензурна фраза. След това Бруно решава да заснеме секс касета и интервюира Рон Пол, твърдейки, че го е помислил за драг кралицата Рупол. Докато чака в хотелска стая с Пол, Бруно флиртува с него, преди да се съблече, карайки Пол да избяга, нагрубявайки го.
За да разбере как да продължи, Бруно се обръща към известните консултанти за връзки с обществеността Никол и Сузана Дефосет. По техен съвет австрийският репортер решава да стане известен, като интервюира основните участници в израелско-палестинския конфликт. Бруно пътува до Йерусалим, за да интервюира бившия агент на Мосад Йоси Алфер и палестинския политик Хасан Хатиб и обърква хумуса и ХАМАС. По-късно Бруно се среща с Айман Абу Аита, „лидерът на терористичната група на мъчениците от Ал-Акса“ в палестинския лагер за бежанци в Ливан. Преди да се върне в Съединените щати, австрийският репортер спира за кратко в Найроби за, както го нарича, „малка разходка“.
На летището Бруно е посрещнат от верния Лутц Шулц. Репортерът е донесъл от Африка слонски бивни, както и дете, което носи в багажа си. Скоро в токшоу водено от Ричард Бей, Бруно показва на афроамериканската публика момчето, което той нарича О-Джей. Публиката започва да мърмори, а след това постепенно се вбесява, когато научава, че Бруно е получил детето в замяна на iPod и че го използва, за да примамва афроамериканци гейове. В края на токшоуто американската социална служба, под бурните аплодисменти от публиката, взема О-Джей от Бруно, което кара австриеца да изпадне в тежка депресия. Бруно отива в заведение за бързо хранене, за да се наяде с храна с високо съдържание на въглехидрати, след което прави секс с Лутц през нощта. На сутринта те откриват, че устройствата, използвани по време на секса, са ги захванали един за друг и само помощта на хотелския инженер им позволява да се откачат. Лутц признава любовта си на Бруно, но той отхвърля асистента си и те се разделят.
Осъзнавайки, че най-известните звезди в Холивуд все още са хетеросексуални (споменават се Том Круз, Кевин Спейси и Джон Траволта), Бруно решава да стане хетеро. Той опитва други „мъжки“ занимания като курс по карате, присъединяване към Националната гвардия, лов в Алабама и участие в суинг парти. Осем месеца по-късно „трансформираният“ Бруно под псевдонима „Straight Dave“ („Стрейт Дейв“) участва в Арканзас в „борба без правила“. Лутц излиза на ринга срещу него, сред подигравателните викове на тълпата. След кратка борба те започват да се целуват страстно, осъзнавайки, че се обичат. Шокирани от този развой на събитията, зрителите се възмущават и хвърлят по влюбените столове, чаши бира и други предмети.
Този акт прави Бруно световно популярен и скоро в известното звукозаписно студио „Abbey Road Studios“ австриецът записва благотворителната песен „Dove of Peace“, с участието на Боно, Елтън Джон (седнал на пианото на „мексиканския стол“), Крис Мартин, Снуп Дог, Стинг и Слаш.

## Актьорски състав
| Актьор                    | Роля                                             |
| ------------------------- | ------------------------------------------------ |
| Саша Барън Коен           | Бруно Гехард – спорен репортер от Австрия        |
| Густаф Хамарстен          | Лутц „Гари“ Шулц – асистент на асистент на Бруно |
| Клифърд Банагале          | Дизел Рамирес – гадже на Бруно                   |
| Гари Уилямс               | Спиритист                                        |
| Мишел Макларън            | Доминатриса                                      |
| Чибунду и Чигози Оруквову | О-Джей – осиновен син на Бруно                   |
| Стивън Уолтърс            | Кукус Менсфилд                                   |
| Мигел Сандовал            | Себе си / прокурор Мануел Девалос                |
| Пола Абдул                | Себе си                                          |
| Айман Абу Аита            | Себе си                                          |
| Йоси Алфер                | Себе си                                          |
| Ричард Бей                | Себе си                                          |
| Боно                      | Себе си                                          |
| Харисън Форд              | Себе си                                          |
| Бритни Гастино            | Себе си                                          |
| Хасан Хатиб               | Себе си                                          |
| Крис Мартин               | Себе си                                          |
| Пол Маккартни             | Себе си                                          |
| Фаб Морван                | Себе си                                          |
| Рон Пол                   | Себе си                                          |
| Авраам Села               | Себе си                                          |
| Слаш                      | Себе си                                          |
| Снуп Дог                  | Себе си                                          |
| Стинг                     | Себе си                                          |
| Елтън Джон                | Себе си                                          |

## Интересни факти
- Заснемането на приемането на Бруно в Националната гвардия се провежда във Военната академия Форт Макклелън в Анистън, Алабама. Военните приемат всичко това сериозно, докато млад кадет, който разпознава Саша Коен като героя във филма „Борат“, не уведомява старшите офицери.
- Сайтът Defamer.com, който разпространява клюки и слухове за живота на Холивуд, на шега пише предполагаемото „пълно“ заглавие на филма: „Бруно: Прекрасни пътувания из Америка с цел да накарат хетеросексуалните мъже да се чувстват видимо неудобно в присъствието на гей чужденец в мрежеста тениска“ (на английски „Bruno: Delicious Journeys Through America for the Purpose of Making Heterosexual Males Visibly Uncomfortable in the Presence of a Gay Foreigner in a Mesh T-Shirt“). Някои реномирани издателства в САЩ (The Irish Times, The Boston Globe и други) не разбраха шегата и публикуваха информация за филма с това нелепо и дълго заглавие.
- Краткото и нецензурно „интервю“ с Харисън Форд е единственото във филма, което не е импровизирано, а е заснето по сценарий.
- Участниците в токшоуто, където Бруно показа бебето, разменено за iPod, не са знаели, че участват в снимките на филм. Казано им е, че това е ново токшоу. Сцената е заснета в предградие на Далас, а статистите получават по 50 долара.
- Саша Барън Коен и екипът му използват фалшиви лични документи, за да влязат в модното шоу в Милано. След като Бруно стъпва на модния подиум и наистина съсипва модното шоу, служители на службите за сигурност извикват полиция и извеждат Коен от сградата.
- След излизането на филма Айман Абу Аита съди Саша Барън Коен за това, че го представя невярно като терорист.
- След неочакваната смърт на Майкъл Джаксън на 25 юни 2009 сцените, в които Бруно се опита да вземе билети за концерта му, както и интервюто със сестра му Ла Тоя Джаксън, са премахнати от филма.
- В подготовката за ролята на Бруно, Саша Коен не само боядисва косата си руса, но и обръсва почти всички косми по тялото си.
- В Австралия и Великобритания филмът се счита за прекалено прям и първоначално е оценен с 18+, но по-късно е понижен до 15+ след изтриване на някои сцени. В Нова Зеландия филмът излиза нецензуриран с оценка 16+.